# Гранный Холм
Гранный Холм — деревня в Козельском районе Калужской области. Входит в состав Городского поселения «Город Сосенский».
Расположена примерно в 7 км к северу от города Сосенский.

## Население
На 2010 год население составляло 16 человек. В деревне есть колодец, также сюда ходят автобусы (это по состоянию на июль 2017 года). Она довольно изолированная, вокруг много леса. Инфраструктура развита слабо..